# Little Lawford
Little Lawford est un village et une paroisse civile du Warwickshire, en Angleterre. Administrativement, il dépend du borough de Rugby.

## Géographie
Little Lawford est situé à environ 1 km au nord du village de Long Lawford et à l'ouest de Rugby. Lors du recensement de 2021, la paroisse comptait 45 habitants.
Il est situé juste au nord de la rivière Avon, qui est traversée par un gué sur la voie le reliant à Long Lawford. Il est également relié à Long Lawford par une piste cavalière qui traverse l'Avon sur un pont.

## Lawford Hall
Dans le hameau se trouve Little Lawford Hall. Le Lawford Hall original a été construit sous le règne d'Henri VII, peut-être sur le site d'une ancienne grange monastique qui appartenait aux moines de l'abbaye de Pipewell, qui a été dissoute lors de la dissolution des monastères. C'est devenu la maison ancestrale de la famille Rouse-Boughton. Selon le folklore, l'un des Boughton a perdu son bras sous le règne d'Elizabeth I et son fantôme, connu sous le nom de « One-handed Boughton », continue de hanter la région.
En 1780, le lieu fut le théâtre d'une affaire de meurtre notoire, lorsque l'héritier de la fortune familiale, Theodosius Boughton, mourut dans des circonstances mystérieuses alors qu'il était encore mineur. Il fut rapidement déterminé que la cause de sa mort était un empoisonnement, et les soupçons se tournèrent rapidement vers son beau-frère, le capitaine John Donellan, époux de sa sœur, qui pourrait gagner l'héritage familial si Théodose mourait avant l'âge de 21 ans. Bien qu'il ait protesté de son innocence, Donellan a été jugé et reconnu coupable du meurtre de Boughton et pendu à Warwick l'année suivante. À la suite de ces événements tragiques, la famille décide de démolir le lieu vers 1790, de vendre le domaine et de déménager ailleurs.[5] Il n'en reste plus que des fondations .
Le bâtiment actuel, connu sous le nom de Little Lawford Hall, était à l'origine les écuries de la première construction qui ont été converties pour l'habitation humaine vers 1800. La date inscrite au-dessus du porche est 1604, ce qui pourrait être l'époque de la première construction,.

## Moulin de Little Lawford
À Little Lawford se trouve également l'ancien moulin à eau sur la rivière Avon. Un moulin a été enregistré dans le Domesday Book, et le broyage y a été une activité continue jusque dans les années 1920. Ce moulin, désormais sans roue hydraulique, est aujourd'hui une habitation.

## Galerie

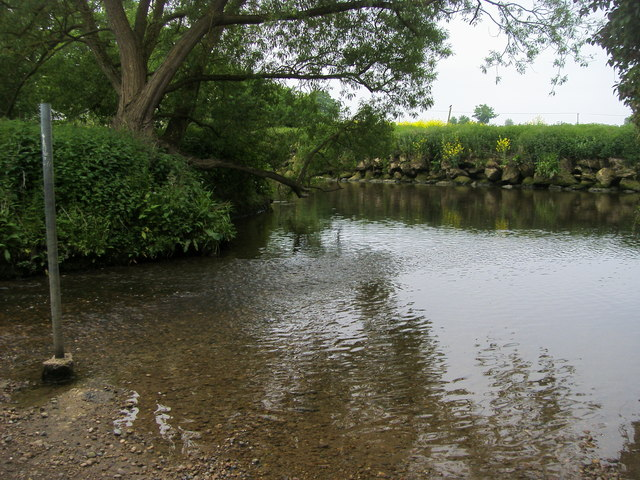
Gué à Little Lawford.
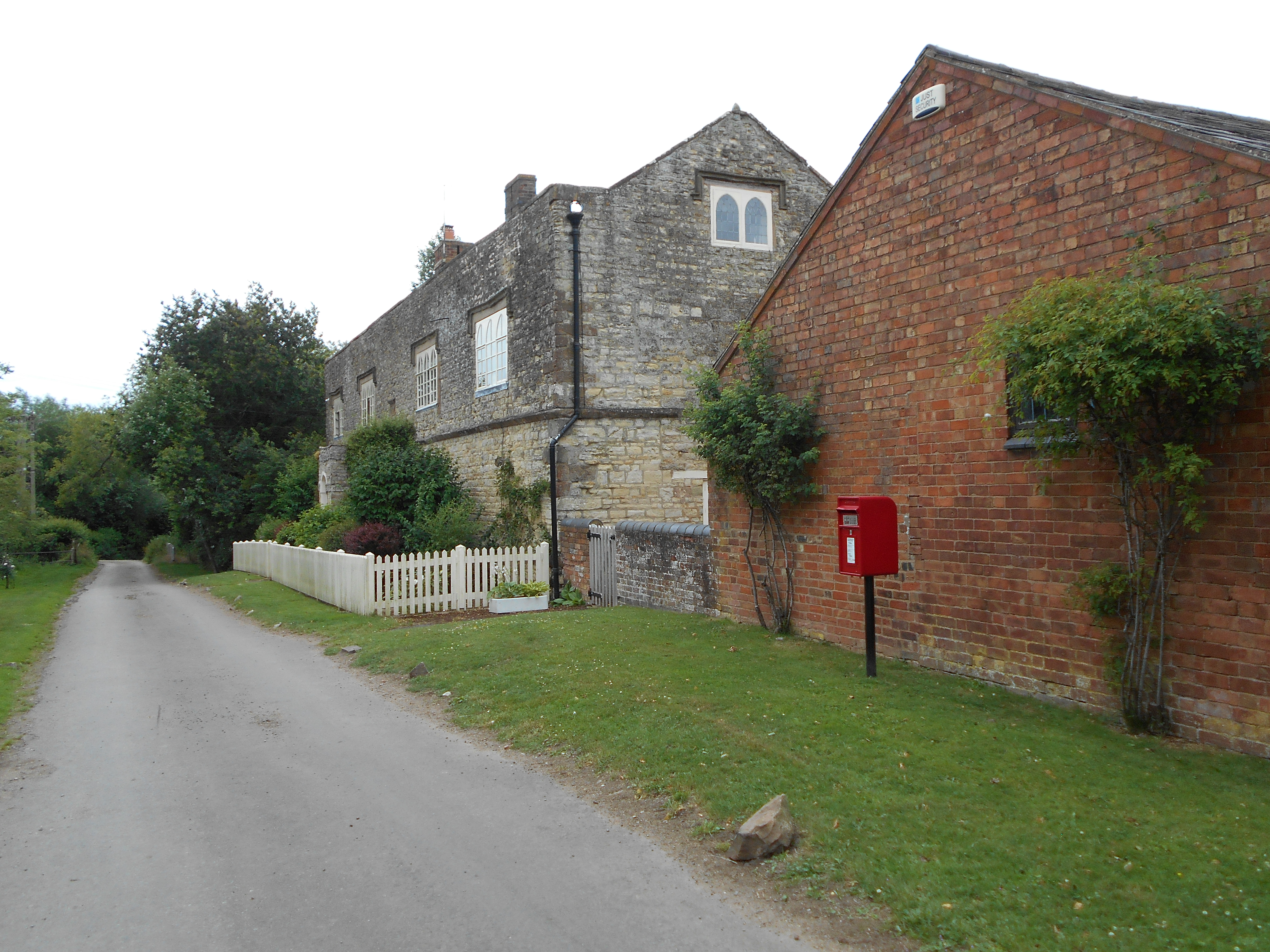
Clayhill Lane.
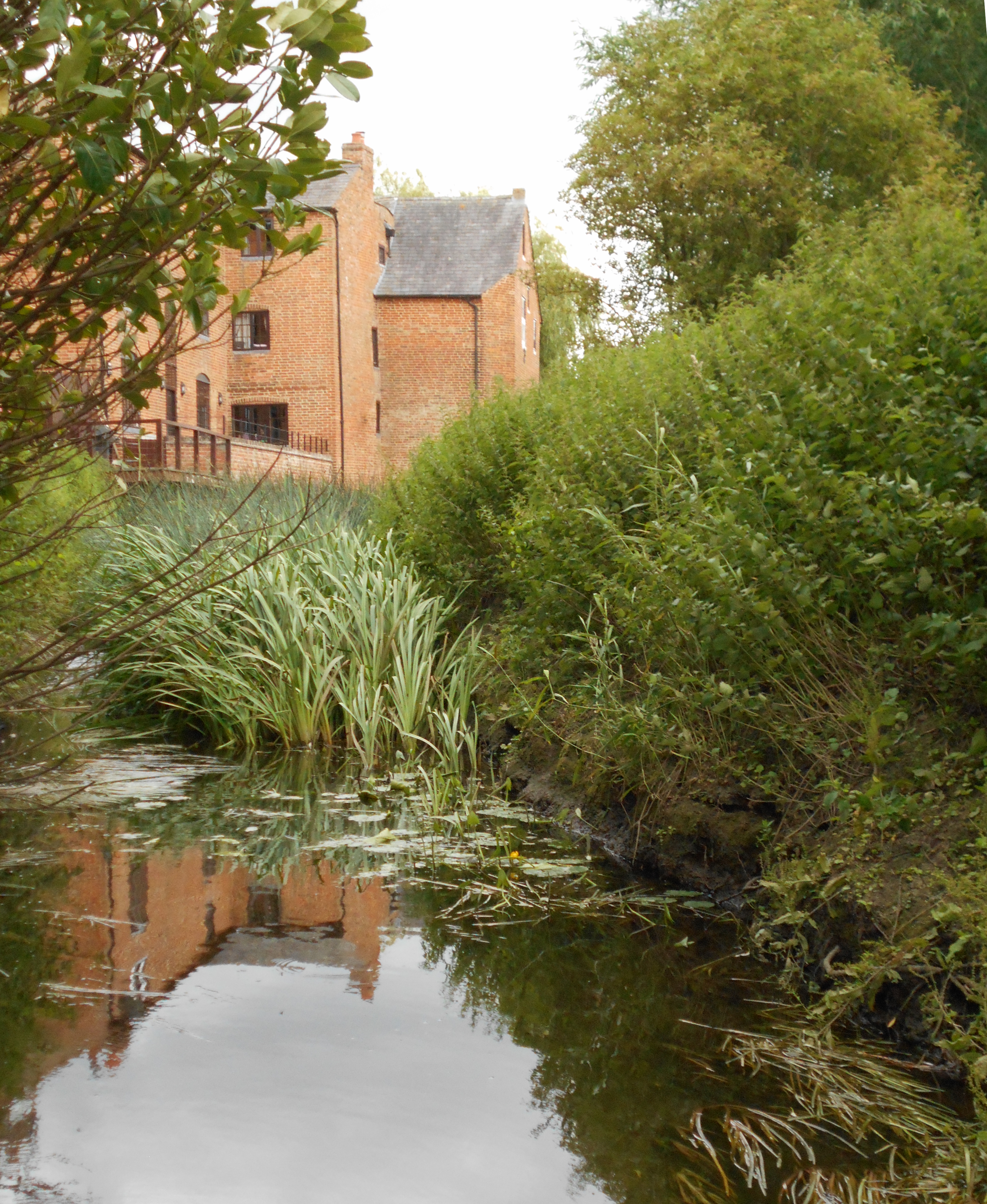
Moulin de Little Lawford.